# Левицький Дмитро Сергійович
Дмитро Сергійович Левицький (28 листопада 1986, Комсомольськ-на-Амурі) — український драматург та театральний діяч, співзасновник групи PIC PIC.

## Життєпис
Народився 28 листопада 1986 року в місті Комсомольськ-на-Амурі в родині військовика. Дитинство пройшло в Росії, Угорщині, Білорусі. Наприкінці 90-х родина повернулась до України. В 2009 Дмитро закінчив Хмельницький національний університет за спеціальністю «Викладач англійської і української мов». 

## Творчість
Автор п'єс: «Сцени вбивства» — short-list конкурсу сучасної драматургії «Свободный театр» (Мінськ, Білорусь); «Лєна» — long-list конкурсу сучасної драматургії «Свободный театр» (Минск, Беларусь), прем'єра в Черкаському державному театрі у 2014 році, режисерка Тамара Трунова; документальна п'єса про події на Майдані «Синій бус», прем'єрне сценічне читання відбулось в Гданську, режисерка Олена Роман; п'єса «Парикмахери» — short-list фестивалю «Тиждень актуальної п'єси» (Київ, 2014), long-list конкурсу сучасної драматургії «Drama UA» (Львів, 2014). У 2025 році учасник Theatertreffen (Берлін) із роботою Фотографії вулиці Січових Стрільців
В 2016 разом з режисером Петром Армяновським заснував групу PIC PIC, основна діяльність якої аудіотури в Києві, Варшаві, Славутичі та інших містах. Засновник Міського театру
Також Дмитро Левицький є драматургом польсько-української вистави «Мій дід копав. Мій батько копав. А я не буду» (2016) та співавтором документальної вистави «ДПЮ» (2017) театру «Прекрасные цветы».

## П'єси
- «Сцени вбивства» (2012)
- «Лєна» (2014)
- «Синій бус» (2014)
- «Парикмахери» (2015)
- «Колодязь» (2015)